# Walter Brom
Walter Henryk Brom (ur. 14 lutego 1921 w Bismarckhütte, zm. 18 czerwca 1968 w Chorzowie) – polski piłkarz grający na pozycji bramkarza, zawodnik Ruchu Chorzów, uczestnik MŚ 1938.
Do tej pory (wtedy 17-letni) Brom jest na czele listy najmłodszych powołanych bramkarzy na mundial.
W czasie II wojny światowej był żołnierzem Wehrmachtu, nie brał jednak udziału w walkach. Zwolniono go ze służby z powodu choroby uszu. 

## Mecze w reprezentacji
- 11 czerwca 1947 Oslo, Norwegia - Polska 3:1 (0:0)
- 19 lipca 1947 Warszawa, Polska - Rumunia 1:2 (0:1)